# Нурмурадов, Оразнур
Оразнур Нурмурадов (туркм. Oraznur Nurmyradow) — туркменский государственный деятель.

## Биография
Родился в 1959 году в Ашхабаде.
Образование высшее. В 1981 г. окончил Туркменский политехнический институт. По специальности — горный инженер-гидрогеолог.
1981—1993 — инженер, старший инженер, научный сотрудник Всесоюзного научно-исследовательского института природных газов.
1993—1996 — научный сотрудник Института нефти и газа Министерства нефти и газа Туркменистана.
1996 — 12.10.2009 — научный сотрудник, старший научный сотрудник, заведующий отделом Института нефти и газа Государственного концерна «Туркменгаз».
12.10.2009 — 15.01.2010 — министр нефтегазовой промышленности и минеральных ресурсов Туркменистана.
15.01.2010 уволен за серьезные недостатки в работе. Дальнейшая судьба неизвестна.